# Tomislav Piplica
Tomislav Piplica (Bugojno, 5 de abril de 1969) é um ex-futebolista croata da Bósnia-Herzegovina e que atuava como goleiro.
Debutou profissionalmente em 1989, no Zagreb, após ter ficado quase toda a década de 1980 nas categorias de base Iskra Bugojno, de sua cidade natal. Foi na terra das raízes, a Croácia, que ele passou os primeiros nove anos da carreira, atuando no período nos também modestos Istra Pula, Segesta Sisak e Samobor até se transerir em 1998 para o Energie Cottbus, equipe das divisões inferiores do futebol alemão.
Passaria o resto da carreira na equipe da antiga Alemanha Oriental, participando da ascensão do clube rumo à divisão de elite, a Bundesliga, no início dos anos 2000. Defendeu o Cottbus até 2009, quando se aposentou, como um símbolo do clube.
Pippi, como era conhecido, foi o goleiro reserva (de Dragoje Leković) do título da Seleção Iugoslava no Campeonato Mundial de Futebol Sub-20 de 1987. Ao contrário de outros croatas do time, como Zvonimir Boban, Robert Jarni, Igor Štimac, Robert Prosinečki e Davor Šuker, sua carreira adulta não foi tão triunfante, acabando por não ser aproveitado pela Seleção Croata após a dissolução da Iugoslávia. 
Com isso, já veterano, aceitou jogar pela terra natal, atuando nove partidas pela Seleção da Bósnia e Herzegovina no início dos anos 2000, na mesma época em que obtinha sucesso no Energie Cottbus.